# Martin Pfurtscheller
Martin Pfurtscheller (ur. 7 marca 1968 w Hall in Tirol) – austriacki biathlonista. W Pucharze Świata zadebiutował 17 grudnia 1991 roku w Pokljuce, gdzie zajął 22. miejsce w biegu indywidualnym. Tym samym już w swoim debiucie zdobył pierwsze pucharowe punkty. Nigdy nie stanął na podium zawodów indywidualnych, jednak 21 stycznia 1996 roku w Osrblie wspólnie z Wolfgangiem Pernerem, Reinhardem Neunerem i Ludwigiem Gredlerem zwyciężył w sztafecie. Najlepsze wyniki osiągnął w sezonie 1993/1994, kiedy zajął 62. miejsce w klasyfikacji generalnej. W 1993 roku wystartował na mistrzostwach świata w Borowcu, gdzie zajął czwarte miejsce w biegu drużynowym. Na rozgrywanych trzy lata później mistrzostwach świata w Ruhpolding zajął 76. miejsce w sprincie. W 1994 roku wystartował również na igrzyskach olimpijskich w Lillehammer, zajmując 57. miejsce w biegu indywidualnym, 43. miejsce w sprincie oraz 9. miejsce w sztafecie.

## Osiągnięcia

### Igrzyska olimpijskie
| Rok  | Miejscowość | Konkurencje | Konkurencje | Konkurencje | Konkurencje | Konkurencje | Konkurencje | Konkurencje |
| Rok  | Miejscowość | IN          | SP          | PU          | MS          | RL          | MR          | SR          |
| ---- | ----------- | ----------- | ----------- | ----------- | ----------- | ----------- | ----------- | ----------- |
| 1994 | Lillehammer | 57.         | 43.         | nd.         | nd.         | 9.          | nd.         | –           |

### Mistrzostwa świata
| Rok  | Miejscowość | Konkurencje | Konkurencje | Konkurencje | Konkurencje | Konkurencje | Konkurencje | Konkurencje |
| Rok  | Miejscowość | IN          | SP          | PU          | MS          | RL          | MR          | SR          |
| ---- | ----------- | ----------- | ----------- | ----------- | ----------- | ----------- | ----------- | ----------- |
| 1993 | Borowec     | –           | –           | nd.         | nd.         | –           | nd.         | –           |
| 1996 | Ruhpolding  | –           | 76.         | nd.         | nd.         | –           | nd.         | –           |

### Puchar Świata

#### Miejsca w klasyfikacji generalnej
| Sezon     | Miejsce |
| --------- | ------- |
| 1992/1993 | 65.     |
| 1993/1994 | 62.     |
| 1995/1996 | -       |

#### Miejsca na podium chronologicznie
Pfurtscheller nigdy nie stanął na podium zawodów PŚ.